# Little Accidents
Little Accidents es una película dramática escrita y dirigida por Sara Colangelo, basada en su aclamado cortometraje homónimo del año 2008. Fue estrenada en el Festival de Sundance el 22 de enero de 2014.

## Argumento
Cuando un desastre minero ocurre en un pequeño pueblo estadounidense, las vidas de tres de sus habitantes se entrelazan inexplicablemente en una red de secretos. Amos Jenkins, el único sobreviviente de la tragedia, involuntariamente se convierte en el punto focal de la investigación resultante. A medida que la tensión crece por culpar a alguien por el accidente, el hijo adolescente de un importante ejecutivo de la mina desaparece. Diane, la madre del muchacho, se distancia emocionalmente de su marido, Bill, mientras ambos rastrean a su hijo infructuosamente. Al acudir a la iglesia local en busca de apoyo, Diane no solo encuentra la reconfortante amistad de Amos, sino que también conoce a uno de los compañeros de clase de su hijo, Owen Briggs, quien estuvo presente en el momento de la desaparición.

## Reparto
- Elizabeth Banks como Diane Doyle.
- Boyd Holbrook como Amos Jenkins.
- Chloë Sevigny como Kendra.
- Josh Lucas como Bill Doyle.
- Jacob Lofland como Owen Briggs.
- Alexia Rasmussen como Nellie.
- James DeForest Parker como Basil.
- Beau Wright como James.
- Travis Tope como JT Doyle.
- Randy Springer como John McAlister.

## Producción
Boyd Holbrook se unió al elenco de la película en junio de 2013 y posteriormente lo hizo Elizabeth Banks. Anne Carey, Jason Michael Berman, Summer Shelton y Thomas B. Fore son los productores del proyecto, mientras que WME tiene los derechos de distribución. Entre los productores ejecutivos están Mike Feuer, Todd Feuer y Kwesi Collisson de MindSmack Productions. El rodaje de la cinta comenzó el 15 de agosto de 2013 en Virginia Occidental.